# Khosro Haghgosha
Khosro Haghgosha (em persa: خسرو حق‌گشا, nascido em 5 de janeiro de 1948) é um ex-ciclista olímpico iraniano. Representou sua nação nos Jogos Olímpicos de Verão de 1972 e 1976.